# Beese (Kalbe)
Beese ist ein Ortsteil der Ortschaft Vienau und der Stadt Kalbe (Milde) im Altmarkkreis Salzwedel in Sachsen-Anhalt.

## Geographie
Beese, ein Straßendorf mit Kirche, liegt 12 Kilometer nordöstlich von Kalbe (Milde) auf dem Kalbeschen Werder in der Altmark. Östlich des Dorfes fließt der Fluss Untere Milde, der ab Beese den Namen Biese führt.
Die Bahnstrecke Stendal–Uelzen liegt östlich und nördlich des Dorfes.

## Geschichte

### Mittelalter bis Neuzeit

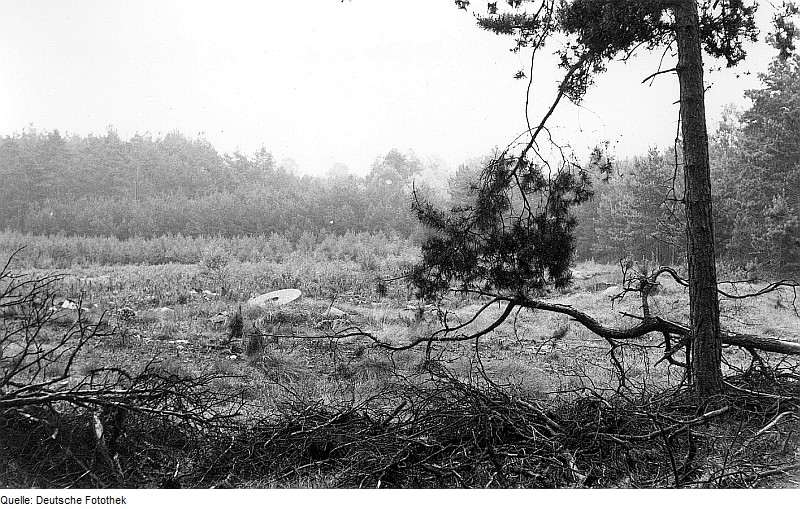
Standort der ehemaligen Mühle in Beese

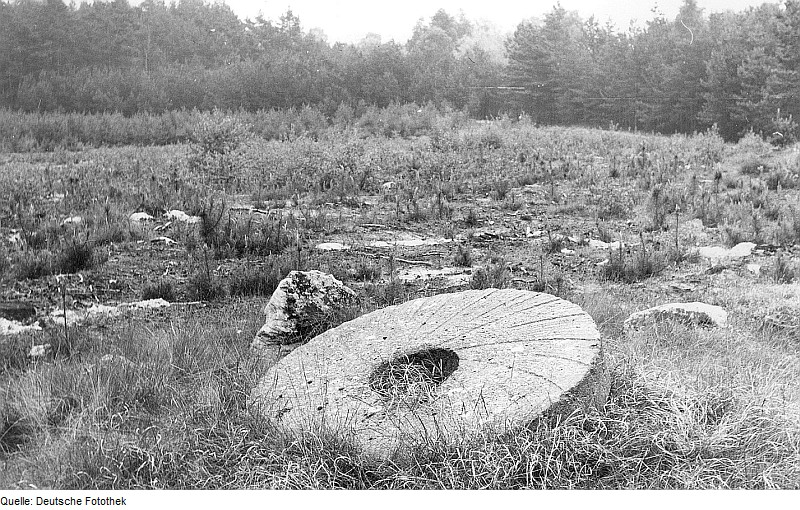
Mühlstein der Mühle

Im Jahre 1284 wird das Dorf als villa Besa erstmals genannt. 1311 trat Heyrico fabro de Besa in Salzwedel als Zeuge auf. 1324 wird Beese als Beso erwähnt, als es in den Besitz der Familie von Alvensleben kam.
Weitere Nennungen sind 1420 vor dem Stedeken czu der Byse, 1541 Pisen, 1608 Biese, 1687 Biese, und 1804 Biese und Beese, ein Dorf mit einem Rademacher, zwei Krügen, einem Nebenzollamt von Osterburg und einer Windmühle, die am Anfang des Weges nach Dolchau noch am Anfang des 20. Jahrhunderts stand. Im Dorf gab es am Anfang des 19. Jahrhunderts eine Ross- und Grützmühle.

### Herkunft des Ortsnamens
- Jürgen Udolph meint, der Ortsname könnte auf das mittelniederdeutsche Wort für „Binse“ zurückzuführen sein, im Sinne von „Binsenbach“.[7]
- Matthias Friske ergänzt, dass es sich um eine Übertragung des Ortsnamens Beesem aus dem Wendland handeln könnte.[7]
- Heinrich Sültmann meint hingegen, dass der Name auf eine slawische Bezeichnung für „Holunder“ zurückgehen könnte.[8]

### Eingemeindungen
Bis 1807 gehörte das Dorf zum Arendseeischen Kreis der Mark Brandenburg in der Altmark. Danach lag es ab 1807 bis 1813 im Kanton Kalbe auf dem Territorium des napoleonischen Königreichs Westphalen. Ab 1816 gehörte die Gemeinde zum Kreis Salzwedel, dem späteren Landkreis Salzwedel.
Am 20. Juli 1950 wurde die Gemeinde Beese in die Gemeinde Mehrin eingemeindet. Ab 17. Oktober 1973 kam der Ortsteil Beese zu Vienau (aufgrund der Eingemeindung von Mehrin in Vienau).
Ab 1. Januar 2010 kam der Ortsteil zur Stadt Kalbe (Milde), da Vienau an jenem Tag mit anderen Gemeinden zur Einheitsgemeinde Stadt Kalbe (Milde) zusammengelegt wurde.

### Einwohnerentwicklung
| Jahr | Einwohner |
| ---- | --------- |
| 1734 | 094       |
| 1774 | 088       |
| 1789 | 084       |
| 1798 | 094       |
| 1801 | 090       |
| 1818 | 083       |
| 1840 | 120       |

| Jahr | Einwohner |
| ---- | --------- |
| 1864 | 114       |
| 1871 | 127       |
| 1885 | 148       |
| 1895 | 119       |
| 1900 | [00]115   |
| 1905 | 117       |
| 1910 | [00]121   |

| Jahr | Einwohner |
| ---- | --------- |
| 1925 | 116       |
| 1939 | 122       |
| 1946 | 150       |
| 2015 | 070       |
| 2016 | 066       |
| 2017 | 067       |
| 2018 | 069       |

| Jahr | Einwohner |
| ---- | --------- |
| 2020 | [00]68    |
| 2021 | [00]73    |
| 2022 | [0]70     |
| 2023 | [0]69     |

Quelle, wenn nicht angegeben, bis 1946 und 2015 bis 2018

## Religionen
Die evangelische Kirchengemeinde Beese gehörte früher zur Pfarrei Mehrin und wird heute betreut vom Pfarrbereich Fleetmark-Jeetze im Kirchenkreis Salzwedel im Bischofssprengel Magdeburg der Evangelischen Kirche in Mitteldeutschland.

## Kultur und Sehenswürdigkeiten
Die evangelische Dorfkirche Beese ist eine spätromanische Feldsteinkirche aus dem Beginn des 13. Jahrhunderts mit einem Fachwerkturm. Sie ist eine Filialkirche von Mehrin. Zur Ausstattung gehört eine Altarwand aus dem frühen 18. Jahrhundert. An der Nordseite sind zwei vermauerte rundbogige Portale zu finden, eines davon mit profiliertem Kämpfern. Die Fenster des Schiffs und das Westportal wurden im 19. Jahrhundert gestaltet. Im Schiff sind eine Balkendecke und eine hölzerne Westempore eingebaut. In der Apsis und am Apsisbogen wurden in den Jahren 1958/59 ornamentale Wandmalereien aufgedeckt, darunter ein Streifen mit Rankenwerk, möglicherweise aus der Bauzeit, sowie ein vermutlich jüngerer Maßwerkfries. Das Bauwerk wurde in den Jahren 1993–1995 außen und innen restauriert, wobei weitere Reste von Wandmalereien aufgefunden wurden. Von den 1917 vorhandenen zwei Glocken ist eine aus dem Jahr 1620 mit 95 cm Durchmesser bis heute erhalten geblieben.
Der Ortsfriedhof liegt im Süden des Dorfes.